# توری نیمه‌شب
توری نیمه‌شب (به انگلیسی: Midnight Lace) فیلمی در ژانر معمایی و دلهره‌آور به کارگردانی دیوید میلر است که در سال ۱۹۶۰ منتشر شد. از بازیگران آن می‌توان دوریس دی و رکس هریسون را نام برد.